# Borejklasse

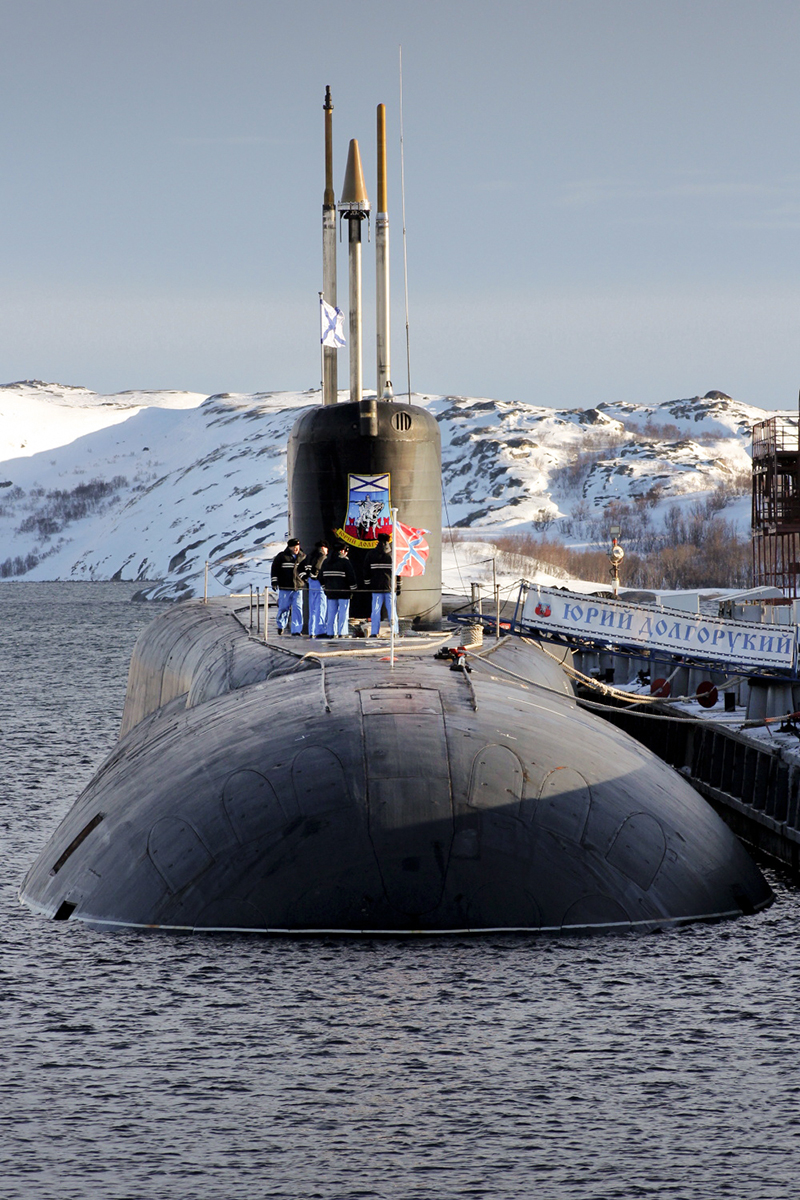
De Joeri Dolgoroekij vaart af op 16 maart 2017

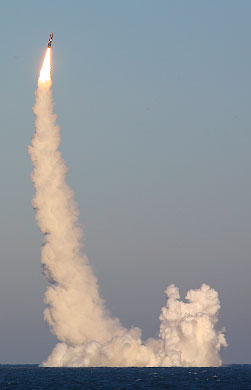
De Joeri Dolgoroekij lanceert een Boelava-raket op 28 oktober 2011

De Borejklasse (Russisch: Борей, “Boreas”, NAVO-codenaam:Dolgorukiy) is een klasse van kernonderzeeërs van de Russische marine bewapend met 16 Boelava-raketten met elk 6 MIRV waterstofbommen van elk 150 kiloton TNT-equivalent. 
Het zijn met 170 m lengte, 13,5 m diameter en 24.000 ton deplacement onder water de grootste onderzeeboten ter wereld en op de Typhoonklasse na de grootste ooit gebouwd.
De Borejklasse vervangt de Typhoonklasse en de Deltaklasse, maar de Arktoeroesklasse zal haar vanaf 2037 vervangen.

## Ontwerp
Rubin Design Bureau begon het ontwerp in de jaren 1980.
Sevmasj bouwt de onderzeeërs te Severodvinsk. 
De Borejklasse heeft een compacte romp en als eerste van de Russische marine een waterjet voor aandrijving in plaats van een scheepsschroef voor minder geluid. Volgens TASS maakt de Borejklasse 5x minder geluid dan de Akoelaklasse en 2x minder dan de Amerikaanse Virginiaklasse.
Er is een reddingscapsule voor heel de bemanning.
Elke Borej bestaat uit 1,3 miljoen onderdelen, 17.000 ton metaal, 50% meer dan de Eiffeltoren, 109 km buizen, 600 km kabels en 10.000 rubberen platen op de romp.
De kost bedraagt $734 miljoen, goedkoper dan de Ohioklasse: $2 miljard.

## Project 955A (Borej-A)

De Borej-A variant

De boten van Project 955A hebben betere communicatie en sensoren en maken nog minder geluid.
Er zijn beweegbare roeren en verticale eindplaten voor betere manoeuvreerbaarheid.
De toren is veranderd.
Met verbeterde waterjets en scheepsschroeven kunnen ze onder water 30 knopen varen met minimaal geluid.
Volgens Vitalij Boekovskij van Sevmasj beschikken alle project 955A onderzeeboten over een banya voor vier man.
De kiel van eerste 955A Knjaz Vladimir werd gelegd op 30 juli 2012 in aanwezigheid van Vladimir Poetin. Nog twee project 955A onderzeeboten werden in 2014 op stapel gezet, nog een in 2015 en nog een in 2016.
Op 17 november 2017 gebeurde de tewaterlating van de Knjaz Vladimir.
Op 25 oktober 2022 werd de eerste foto gepubliceerd van de Generalissimoes Soevorov op zee.

## Project 955B (Borej-B)
Rubin Design Bureau begon in 2018 Project 955B te ontwerpen met een betere romp en waterjet voor nog minder geluid.
Vier project 955B onderzeeboten waren besteld, de eerste te leveren in 2026, maar om kosten te sparen zijn na 2023 toch zes Project 955A onderzeeboten op stapel gezet.

## 12 Kernonderzeeërs
| Pennantnummer | Naam                     | Project | Kiellegging | Tewaterlating | In dienst  | Vloot                      | Status           |
| ------------- | ------------------------ | ------- | ----------- | ------------- | ---------- | -------------------------- | ---------------- |
| K-535         | Joeri Dolgoroekij        | 955     | 1996-11-02  | 2008-02-12    | 2012-12-29 | Noordelijke Vloot          | Actief           |
| K-550         | Aleksandr Nevski         | 955     | 2004-03-19  | 2010-12-13    | 2013-12-23 | Pacifische Vloot (Rusland) | Actief           |
| K-551         | Vladimir Monomach        | 955     | 2006-03-19  | 2012-12-30    | 2014-12-19 | Pacifische Vloot (Rusland) | Actief           |
| K-549         | Knjaz Vladimir           | 955А    | 2012-07-30  | 2017-11-17    | 2020-06-12 | Noordelijke Vloot          | Actief           |
| K-552         | Knjaz Oleg               | 955А    | 2014-07-27  | 2020-07-16    | 2021-12-21 | Pacifische Vloot (Rusland) | Actief           |
| K-553         | Generalissimoes Soevorov | 955А    | 2014-12-26  | 2021-12-25    | 2022-12-29 | Pacifische Vloot (Rusland) | Actief           |
| K-554         | Imperator Aleksandr III  | 955А    | 2015-12-18  | 2022-12-29    | 2023-12-11 | Pacifische Vloot (Rusland) | Actief           |
| K-555         | Knjaz Pozjarskij         | 955А    | 2016-12-23  | 2024-02-03    | 2024       | Noordelijke Vloot          | Te water gelaten |
| K-556         | Dmitri Donskoj           | 955A    | 2021-08-23  | 2025          | 2026       | Noordelijke Vloot          | In aanbouw       |
| K-557         | Knjaz Potemkin           | 955A    | 2021-08-23  | 202X          | 2028       | Noordelijke Vloot          | In aanbouw       |
| K-558         | N.N.                     | 955A    | 2024        | 20XX          | 2030       | Pacifische Vloot (Rusland) | Besteld          |
| K-559         | N.N.                     | 955A    | 2024        | 20XX          | 2031       | Noordelijke Vloot          | Besteld          |